# Bryan Davis
Bryan Davis (Dallas, 31 dicembre 1986) è un ex cestista statunitense.
Suo zio Barry Davis è il secondo miglior rimbalzista nella storia di Texas A&M (dove ha anche lavorato come assistente allenatore), ed allenatore nella Division I della NCAA.

## Carriera

### High school
Ha giocato per quattro stagioni alla Grand Prairie High School, partecipando anche al Roundball Classic nel 2006.

### NCAA
Ha giocato per quattro anni a Texas A&M con medie complessive nel quadriennio di 7,9 punti, 5,6 rimbalzi, 1,1 assist ed 1,1 stoppate a partita; è il nono miglior rimbalzista e terzo miglior stoppatore di tutti i tempi della squadra texana, oltre che il giocatore con più partite giocate nella storia dell'università.

### Professionista
Ha giocato nella massima serie polacca con il Czarni Słupsk (partecipando anche all'All Star Game polacco nel 2011), oltre che in quella ucraina con il Kryvbas (dove ha giocato un altro All Star Game) e nei campionati cinese e coreano; dal novembre 2013 gioca con i Reno Bighorns, nella NBDL. Chiude la sua prima stagione nella lega di sviluppo della NBA con 50 partite giocate (8 delle quali partendo in quintetto base) con medie di 9,5 punti, 6,1 rimbalzi, 1,1 assist, 0,8 palle recuperate e 0,5 stoppate di media a partita in 20,1 minuti di media. Successivamente si accasa ai neozelandesi dei Wellington Saints, con cui gioca 8 partite segnando in totale 78 punti; dopo questo breve periodo torna in Corea del Sud, ai Seul SK Knights. Lascia la squadra per vestire per breve tempo le maglie di Muharraq prima e Kinmen Kaoliang poi. Nel 2015 gioca a Porto Rico nei Capitanes de Arecibo. Viene tesserato dalla Pallacanestro Mantovana per la stagione 2015-16, ma viene tagliato prima di poter esordire in campionato, sostituito da Kenny Simms.

## Palmarès
- All-Big 12 Third Team (2010)
- Big 12 All-Defensive Team (2010)
- Big 12 All-Reserve Team (2008)
- Big 12 All-Underrated Team (2010)